# Site archéologique d'Usek
Le site archéologique d'Usek (en serbe cyrillique : Археолошко налазиште Усек ; en serbe latin : Arheološko nalazište Usek) est situé sur le territoire de la Ville de Belgrade, dans la municipalité de Voždovac et dans le quartier de Banjica, en Serbie. Il remonte au Néolithique. En raison de son importance, il figure sur la liste des biens culturels protégés de la Ville de Belgrade.

## Présentation
Le site d'Usek se situe au nord-ouest d'un secteur compris entre l'Avalski put, « la route d'Avala », et un ruisseau qui se jette dans la Banjica.
Le site, qui remonte au Néolithique, est constitué de cinq strates. On y a découvert un village plusieurs fois incendié et reconstruit et rattaché à la culture de Vinča. Il est considéré comme l'un des villages importants de la rive du Danube.